# Servicio de Información de la Presidencia del Gobierno
El Servicio de Información de la Presidencia del Gobierno (SIPG) fue un servicio de inteligencia que existió durante la Dictadura franquista.

## Historia
Fue creado en la época de la presidencia de Carrero Blanco, con la misión original de vigilar las universidades aunque más tarde también se añadieron a sus tareas el espionaje de sacerdotes y el movimiento obrero. Después de producirse la "Revolución de los Claveles" en Portugal, el SIPG también se dedicó al espionaje dentro de las Fuerzas armadas franquistas. También se vio implicado en el apoyo de grupos de extrema derecha y en atentados o actos de "guerra sucia" contra grupos de la oposición anti-franquista. Fue por eso que a sus agentes se les llegó a conocer como "los hombres de Carrero". El SIPG desapareció el 2 de noviembre de 1977 al integrarse en el Centro Superior de Información de la Defensa (CESID).
Desde su creación hasta 1974 estuvo dirigido por el coronel José Ignacio San Martín.